# Tritoni

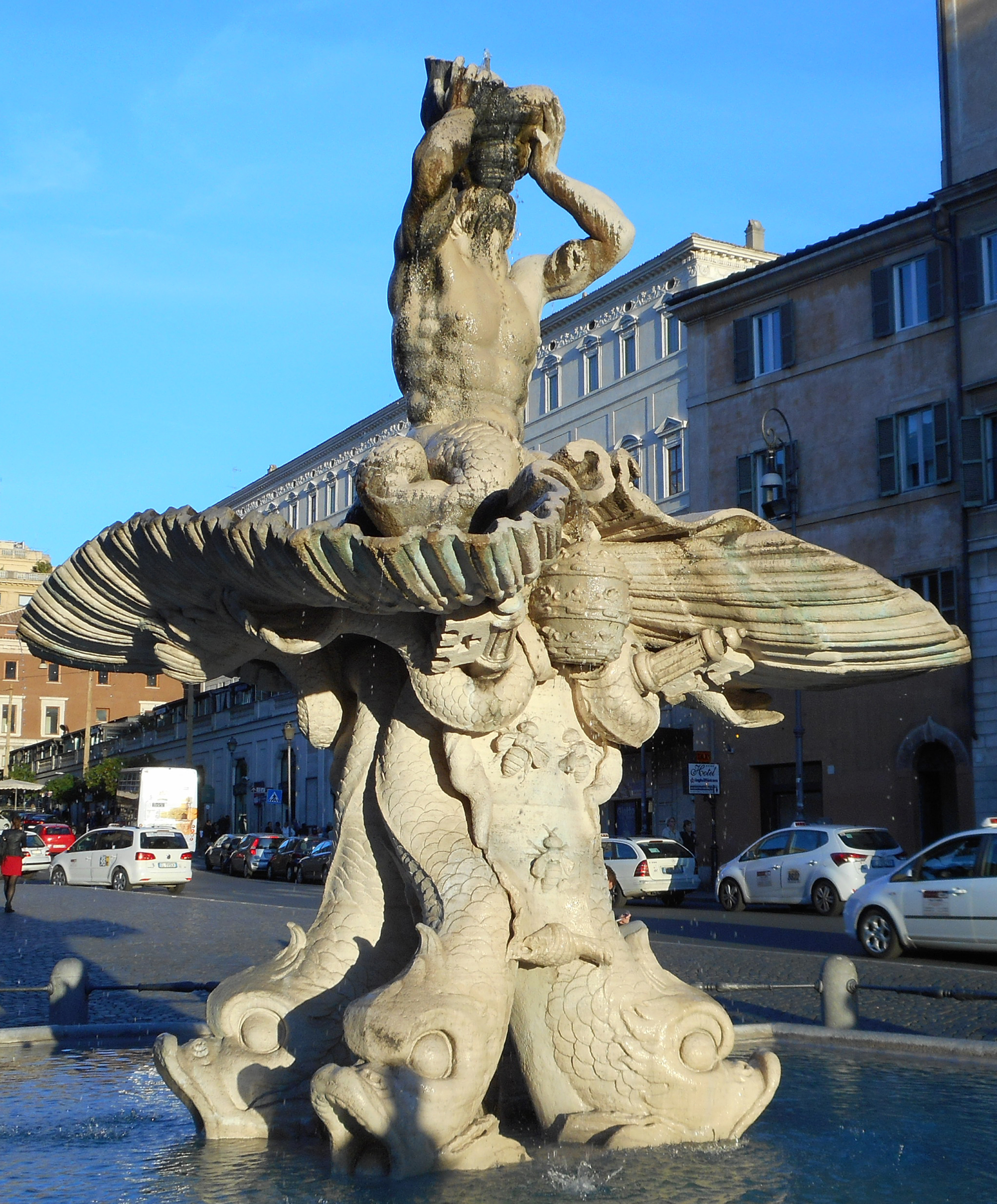
Gian Lorenzo Bernini, scultura di Tritone nell'omonima fontana a Roma

I Tritoni sono, nella mitologia greca, la progenie di Tritone. Sono la controparte maschile delle sirene, sono creature mitologiche con la forma di uomo dalla vita in su e di pesce dalla vita in giù, ma possono assumere sembianze interamente umane. Talvolta descritti come insidiosi, altre come affascinanti.

## Etimologia
Il greco Τρίτωνες Trítōnes significa ‘rumoreggianti’, ‘scroscianti’.

## Mito
Si racconta che, dopo la nascita di Tritone da Poseidone e Anfitrite, da esso stesso sia nata una schiera numerosa di creature marine. Non è escluso che questo mito sia stato ampliato in epoca successiva a opera di poeti, mitografi e artisti. I Tritoni, che si aggiunsero quindi al Tritone originario, abitavano insieme a Poseidone e Anfitrite in un palazzo dorato in fondo al mare. Divennero così servitori delle divinità marine, che trasportavano sul dorso o su carri trainati da loro stessi. Erano agli ordini di Poseidone e potevano scatenare o placare le tempeste marine, suonando un corno a forma di chiocciola, ricavato da una conchiglia.

## Aspetto fisico
Nelle fonti greche sono descritti come esseri triformi.
Testa umana con occhi e capelli verdastri ed una bocca larga dotata di zanne. 
Un corpo equino squamoso, terminante in una coda di delfino.  Per questo saranno chiamati anche Κενταυροτρίτωνες kentaurotrítōnes: “centauro-tritoni”.
Più tardi prevarrà la semplice forma “umana-pisciforme” e il tritone sarà considerato il maschio della sirena.

## Araldica
Il tritone, nella sua forma semplificata, è anche una figura araldica, ed è rappresentato prevalentemente in una posizione verticale (che ricorda quella della sua omologa femminile, la sirena). Il più delle volte è rappresentato con l'elmo. In rari casi il tritone è utilizzato come sostegno dello scudo.

Tritoni come sostegni (stemma di Cagliari)
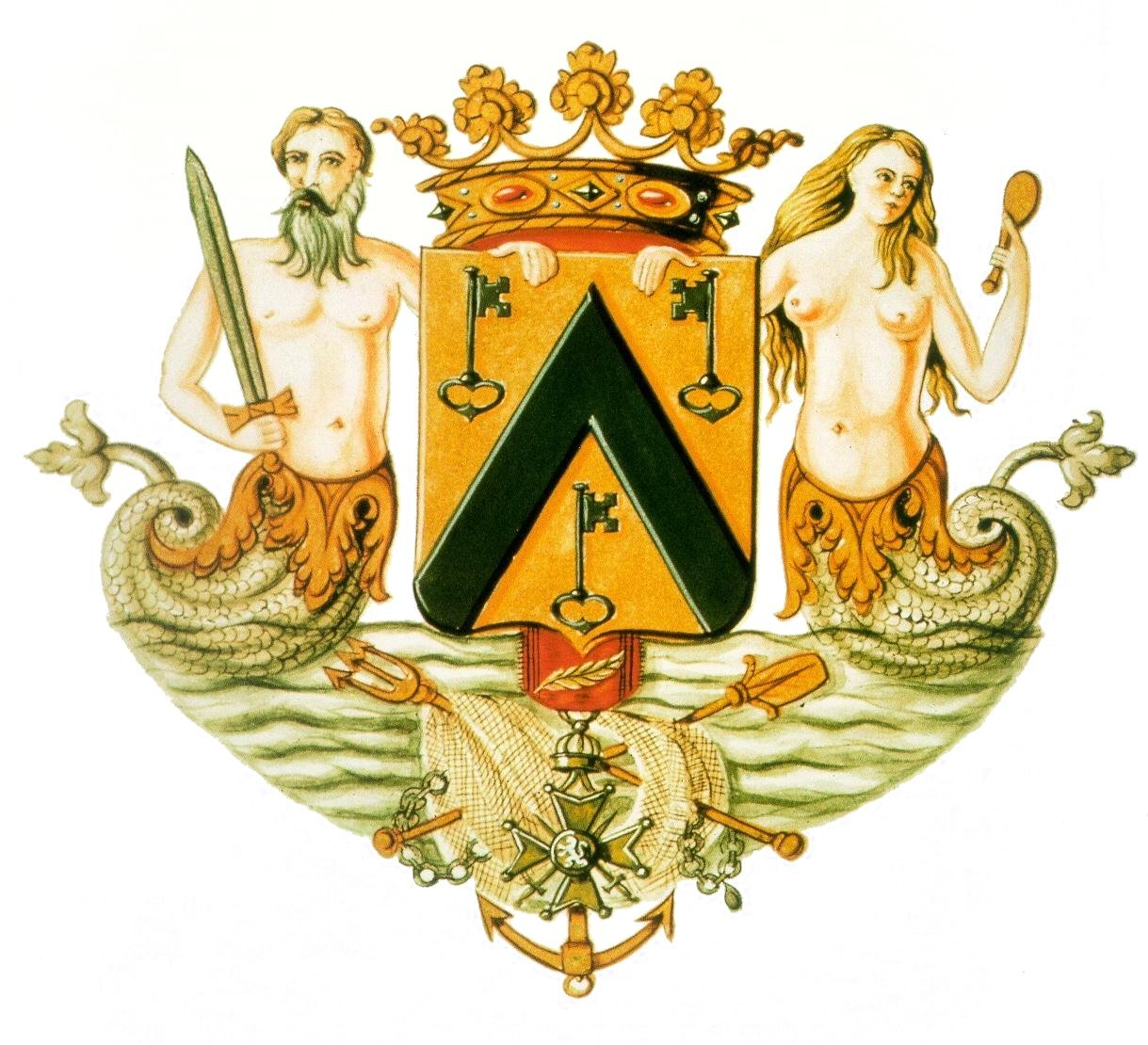
Tritone e sirena come sostegni